# 오타 슈스케
오타 슈스케(일본어: 太田 修介, 1996년 2월 23일~)는 일본의 축구 선수이다.

## 구단 경력
그는 2018년 J2리그의 방포레 고후에 입단했고, 3년동안 팀에서 뛰었다. 2021년 FC 마치다 젤비아로 이적했다. 2022년까지 77경기에 출전하여, 20득점을 넣었다. 2023년 J1리그의 알비렉스 니가타로 이적했다. 2024년에 J리그컵 준우승.